# Yehoshua Glazer
Yehoshua Glazer (en hebreo: יהושע גלזר‎; Tel Aviv, Mandato británico de Palestina; 29 de diciembre de 1927 – 29 de diciembre de 2018) fue un futbolista de Israel que jugaba en la posición de delantero.

## Carrera

### Club
| Periodo   | Club                  |
| --------- | --------------------- |
| 1945–1963 | Maccabi Tel Aviv FC   |
| 1963–1964 | Hapoel Kfar Saba FC   |
| 1964–1965 | Beitar Netanya FC     |
| 1965–1966 | Beitar Jerusalem      |
| 1966–1967 | Sektzia Ness Ziona FC |

### Selección nacional
Jugó para Israel de 1949 a 1961 con la que anotó 18 goles en 35 partidos y participó en las ediciones de Copa Asiática de 1956 y 1960, y en los Juegos Asiáticos de 1958, siendo actualmente considerado como uno de los mejores futbolistas de Israel de todos los tiempos.

## Logros

### Club
- Liga Alef (6): 1946/1947, 1949/1950, 1951/1952, 1953/1954, 1955/1956, 1957/1958
- Copa de Israel (6): 1945/1946, 1946/1947, 1953/1954, 1954/1955, 1957/1958, 1958/1959

### Individual
- Atleta Destacado de Israel 1950.
- Goleador de la Liga Alef en la temporada 1951/52 (27 goles).
- Premio de los Más Queridos de Tel Aviv-Jaffa en 2007.[4]